# مال سنان
مال سنان (بالفارسية: مال‌سنان) هي قرية تقع في قسم ليراوي الجنوبي الريفي (مقاطعة ديلم) في إيران. يقدر عدد سكانها بـ 26 نسمة بحسب إحصاء 2016.